# CUS Roma
Il Centro Universitario Sportivo di Roma Associazione Sportiva Dilettantistica (CUS Roma ASD) è la società polisportiva partecipata dagli studenti delle università romane. Nata nel 1946, è affiliata al Centro Universitario Sportivo Italiano.
Gli organi del CUS Roma ASD sono: Il Presidente, il Tesoriere, il Consiglio Direttivo e il Collegio dei Revisori.
Il Consiglio Direttivo, che è il principale organo decisionale del CUS Roma.
Attualmente il CUS Roma è attivo con una propria squadra nei seguenti sport: atletica leggera, calcio, pallacanestro, golf, hockey su prato, rugby, sci, tennis, pallavolo, fitness, danze, tiro con l'arco, body building, nuoto.
Dal 2010, ogni anno, il CUS Roma organizza il Torneo Ufficiale di Calcio a 5 Coppa Rettore, un evento che coinvolge centinaia di studenti dell'ateneo più grande d'Europa: la Sapienza.

## Pallacanestro

### Maschile
| Cronistoria del Centro Universitario Sportivo Roma (maschile) |
| --- |
| - 1939-1940 · 4ª in Girone B di Serie B. - 1940-1941 · 1ª nel V Girone di Serie B, 2º nel Girone Semifinale B, 2º nel Girone Finale, promosso in Serie A. - 1941-1942 · 12ª in Serie A, ritirata. - 1946-1947 · 2ª in Girone VIII di Serie A, 2ª nel Girone C di qualificazione. - 1948-1949 · 4º nel Girone Laziale di Serie C. - 1949-1950 · 8º nel Girone Laziale di Serie C. - 1953-1954 · nel Girone N di Serie C. - 1954-1955 · nel Girone N di Serie C. - 1958-1959 · nel Girone C di Serie B. - 1959-1960 · 3º nel Girone F di Serie B. - 1960-1961 · 2º nel Girone F di Serie B, partecipa al concentramento B interzona, ripescata in Serie A. - 1961-1962 · 2º nel Girone A di Serie A. - 1968-1969 · Primo turno di Coppa Italia. |

### Femminile
| Cronistoria del Centro Universitario Sportivo Roma (femminile) |
| --- |
| - 1939-1940 · 3º nel Girone B di Divisione Nazionale, retrocessa in Serie B. - 1940-1941 · nel Girone C di Serie B, 2ª nel Girone finale, promosso in Serie A. - 1949-1950 · 1ª nel Girone D di Serie B, 4ª nel Girone finale. - 1960-1961 · 4ª in Girone D di Serie A, spareggia per la qualificazione - 1961-1962 · 4ª in Girone A di Serie A, retrocessa in Serie B. - 2011-2012 · 1ª in Serie C femminile semifinale playoff. |

## Pallavolo

### Maschile
- 1972 rileva l'Ostia Sporting Club e si affilia alla FIPAV come Ariccia.
- 1972-73 - 1ª in Serie B promossa in A
- 1973-74 - 3ª in Serie A
- 1974-75 - 1ª in Serie A

...
- 1985-86 - 1ª in Serie B promossa in A2
- 1986-87 - 7ª in Serie A2 Girone B
- 1987-88 - 2ª in Serie A2 Girone B
- 1988-89 - 7ª in Serie A2 Girone B retrocedono.
- 2011-12 - promossa dalla 1ª divisione alla serie D
- 2012-13 - 3° in Serie D
- 2013- 14 - Vincitrice Coppa Lazio
- 2013- 14 - 1ª Serie D promossa in seria C
- 2014- 15 - 6ª Serie C

### Femminile
...
- 1975-76- 10ª in Serie A
- 1976-77- 4ª in Serie A Girone D
- 2011-12 - 1ª classificata 3 divisione promossa in 2 divisione
- 2012-13 - 1ª classificata 2 divisione promossa in 1 divisione
- 2013- 14 - 7ª classificata 1 divisione
- 2013- 14 - 5ª classificata 1 divisione
- 2014- 15 - 6ª classificata 1 divisione

## Pallamano
- 1970-71 - 3ª in Serie A Girone finale
- 1971-72 - 3ª in Serie A Girone finale
- 1972-73 - 7ª in Serie A
- 1973-74 - 4ª in Serie A
- 1974-75 - 4ª in Serie A
- 1975-76 - 3ª in Serie A
- 1976-77 - 3ª in Serie A
- 1977-78 - 6ª in Serie A
- 1978-79 - 6ª in Serie A
- 1979-80 - 5ª in Serie A
- 1980-81 - 7ª in Serie A